# 1,2-bis(dichlorfosfino)benzen
1,2-Bis(dichlorfosfino)benzen je organická sloučenina se vzorcem C6H4(PCl2)2. Používá se na přípravu chelatujících difosfinů typu C6H4(PR2)2.
Získává se z 1,2-dibrombenzenu posloupností lithiací a následným působením bis(diethylamino)chlorfosfinu ((Et2N)2PCl; Et = ethyl), kterým vznikne sloučenina C6H4[P(NEt2)2]2, jež se v posledním kroku štěpí působením chlorovodíku:
C6H4[P(NEt2)2]2 + 8 HCl → C6H4(PCl2)2 + 4 Et2NH2Cl